# Veneto
Veneto tiếng Ý: [ˈvɛːneto]; tiếng Veneto: Vèneto, phát âm tiếng Veneto: ['vɛːneto]) là một trong 20 vùng của Ý. Dân số vùng này khoảng 4,8 triệu người, thủ phủ là Venezia. Từng là cái nôi của Cộng hòa Venezia, sau đó là miền đất di cư ra đi, Veneto ngày nay nằm trong nhóm các vùng giàu có và công nghiệp hóa cao nhất Ý. Vùng này có nhiều công trình lịch sử, văn hóa, nghệ thuật, là vùng được du khách tham quan nhiều nhất Ý, với khoảng 60 triệu lượt du khách đến đây mỗi năm (2007).
Các ngôn ngữ sử dụng ở đây gồm tiếng Ý, tiếng Venezia (cuộc vận động để ngôn ngữ này được công nhận là ngôn ngữ chính thức của vùng đã được Nghị viện vùng phê chuẩn.) và tiếng Ladin. Hiến pháp vùng, được Quốc hội Ý phê chuẩn năm 1971, cũng công nhận người Veneto là một dân tộc (một dân tộc khác với người Ý).
Veneto nằm ở đông bắc Ý, giáp các vùng của Ý: Emilia-Romagna và Lombardia, Trentino-Alto Adige/Südtirol và Friuli Venezia Giulia, cũng như giáp nước Áo. Vùng này nằm giữa Alps và biển Adriatic, có các sông chảy qua: sông Po, Adige, Brenta và Piave.

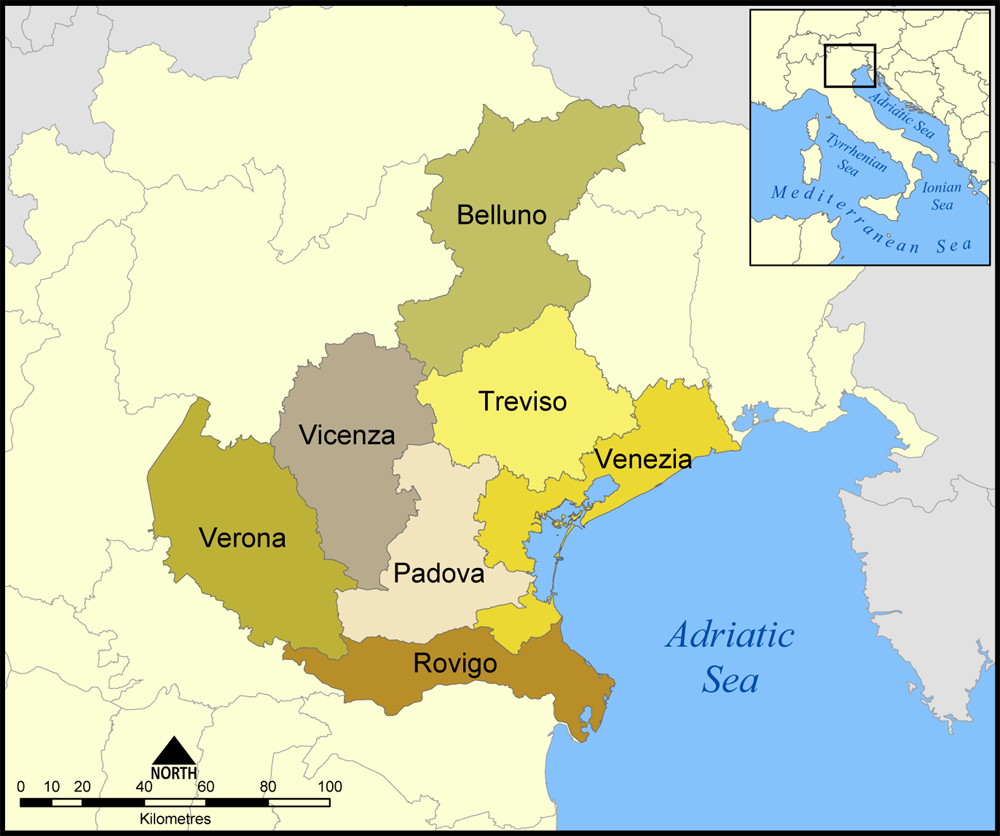
Bản đồ các tỉnh trong vùng Veneto

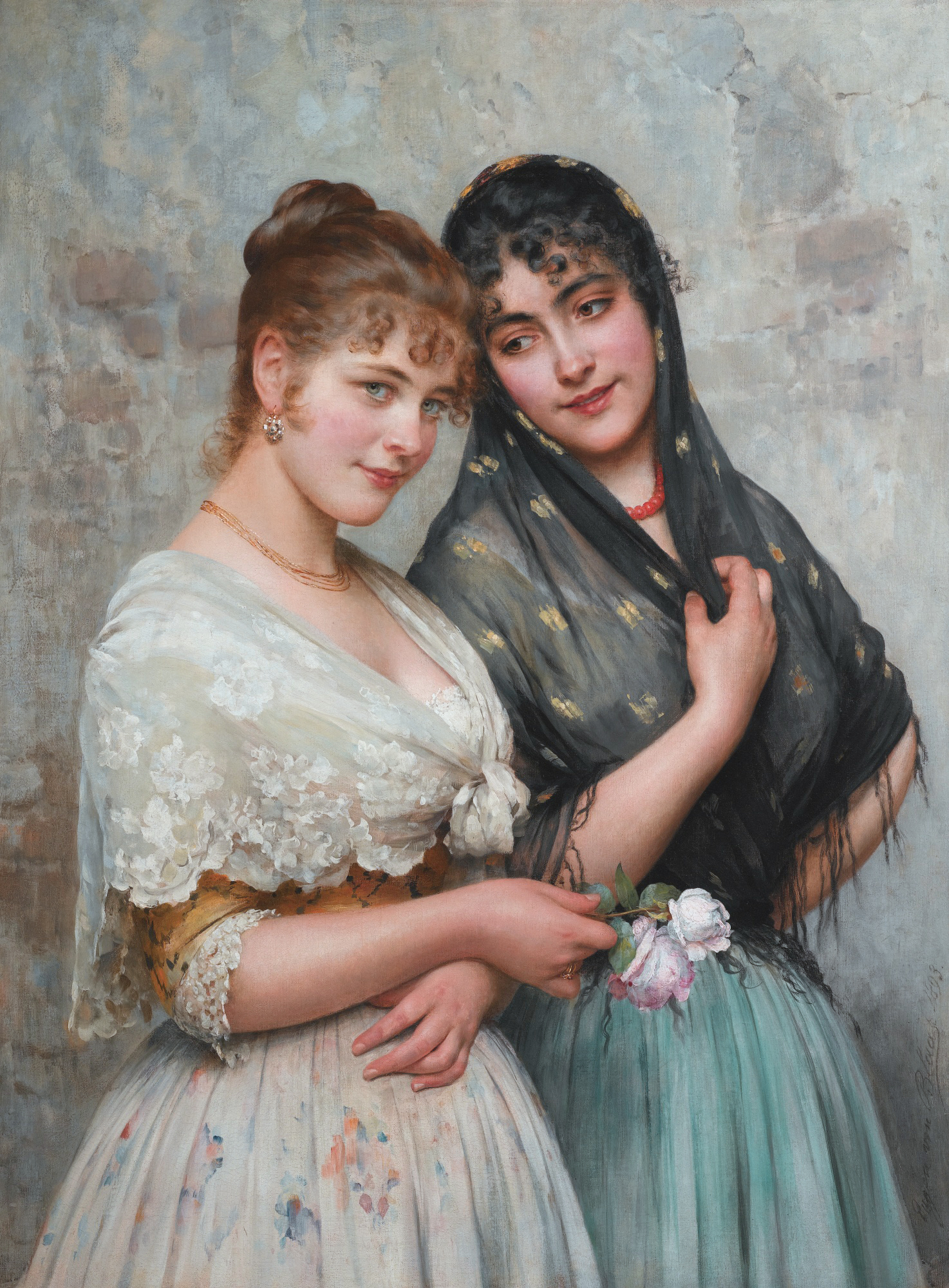
Họa phẩm về hai phụ nữ Veneto

## Các tỉnh
Veneto được chia thành 7 tỉnh:
- Tỉnh Belluno
- Tỉnh Padova
- Tỉnh Treviso
- Tỉnh Rovigo
- Tỉnh Venezia
- Tỉnh Verona
- Tỉnh Vicenza